# Yuan giudiziario
Lo Yuan giudiziario è uno dei cinque rami del governo della Repubblica Di Cina (Taiwan), stabilito dalla Costituzione della Repubblica di Cina, che segue i tre principi del popolo di Sun Yat-sen. Lo Yuan giudiziario è l'organo giudiziario più alto dello Stato. I suoi Giudici della Corte Costituzionale, con 15 membri, sono incaricati di interpretare la Costituzione. Otto dei grandi giudici, tra cui il Presidente e il Vice Presidente dello Yuan giudiziario, hanno un mandato di quattro anni, e i rimanenti giudici hanno un mandato di otto anni.
Lo Yuan giudiziario sorveglia inoltre i tribunali inferiori, che consistono nella Corte Suprema, negli Alti Tribunali, nei tribunali distrettuali, nel tribunale amministrativo e nella Commissione sulle sanzioni disciplinari dei funzionari pubblici.
Secondo gli articoli 77 e 78 della Costituzione della Repubblica di Cina, l'articolo 5 degli articoli addizionali della Costituzione, gli articoli 30, 43 e 75 della legge sul sistema del governo locale, le principali funzioni dello Yuan giudiziario sono le seguenti:
- Interpretare la Costituzione e unificare l'interpretazione delle leggi e degli ordini;
- Imputare il Presidente e il Vice Presidente della Repubblica e giudicare i casi relativi alla dissoluzione di partiti politici che violano la Costituzione;
- Giudicare i casi civili e penali;
- Giudicare i casi amministrativi;
- Giudicare i casi di provvedimenti disciplinari nei confronti dei funzionari pubblici;
- Interpretare se le ordinanze e le questioni del governo locale siano in conflitto con le leggi nazionali o con la Costituzione;
- Potere amministrativo giudiziario della Corte Costituzionale.[3]

## Tribunali distrettuali

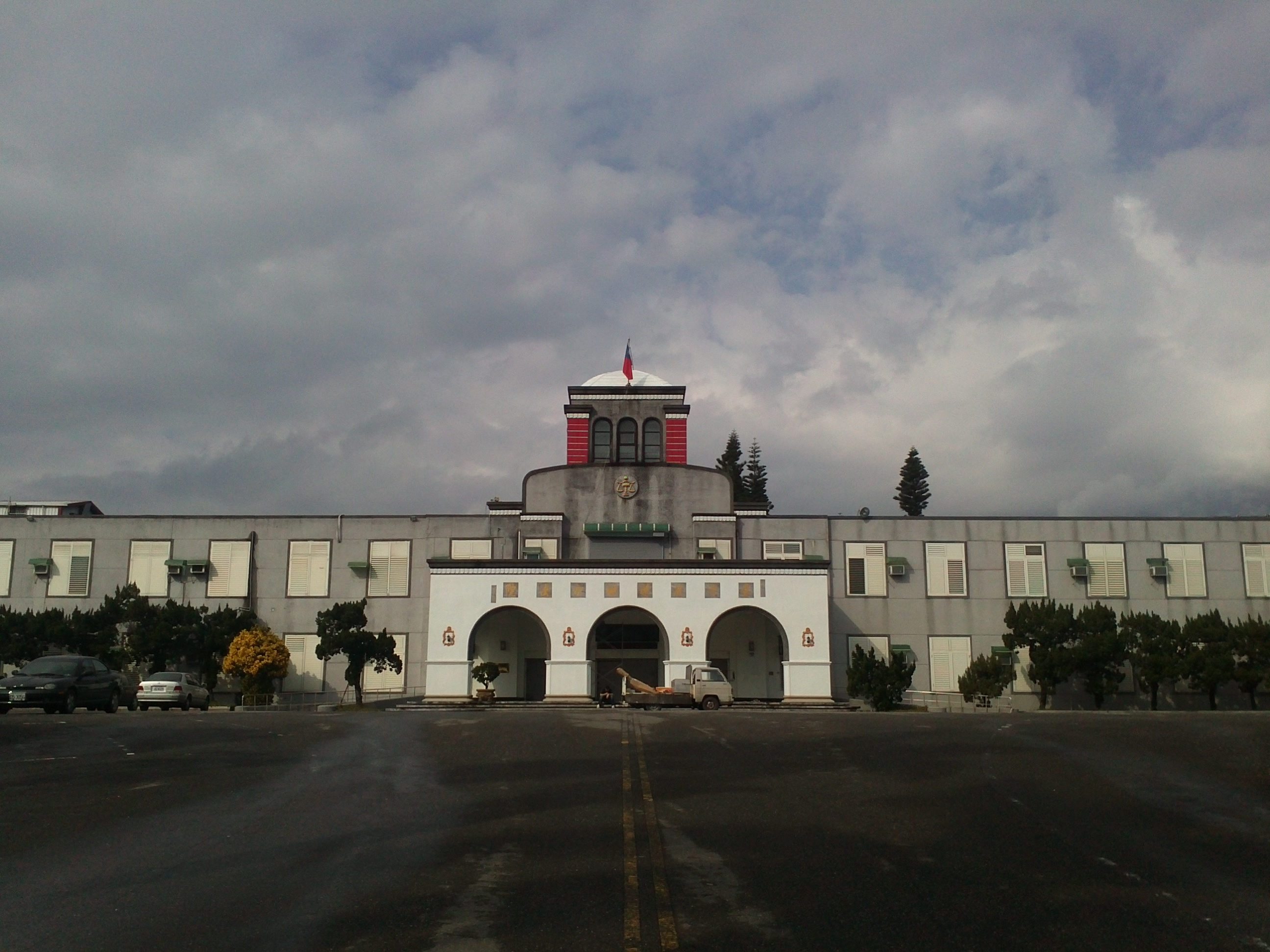
Tribunale distrettuale di Hualien

Esistono 21 tribunali distrettuali a Taiwan (inclusa parte del Fujian):
| Changhua | 彰化 |            | Kaohsiung | 高雄         |      | Miaoli   | 苗栗 |         | Pingtung | 屏東   |      | Tainan | 臺南 |  | Taoyuan | 桃園 |
| Chiayi   | 嘉義 | Keelung    | 基隆      | Nantou       | 南投 | Shihlin  | 士林 | Taipei  | 臺北     | Yilan  | 宜蘭 |        |      |  |         |      |
| Hsinchu  | 新竹 | Kinmen     | 金門      | Nuova Taipei | 新北 | Taichung | 臺中 | Taitung | 臺東     | Yunlin | 雲林 |        |      |  |         |      |
| Hualien  | 花蓮 | Lienchiang | 連江      | Penghu       | 澎湖 |          |      |         |          |        |      |        |      |  |         |      |

Ogni tribunale distrettuale può stabilire una o più divisioni riepilogative per l'aggiudicazione dei casi idonei per una valutazione sommaria. La procedura riepilogativa civile riguarda i casi che comportano un importo in controversie di non più di 300.000 dollari taiwanesi e per semplici controversie legali. Ci sono un totale di 45 divisioni a Taiwan. Inoltre, esiste un tribunale giovanile istituito in conformità alla legge che disciplina la disposizione dei casi di giovani.

## Alti Tribunali

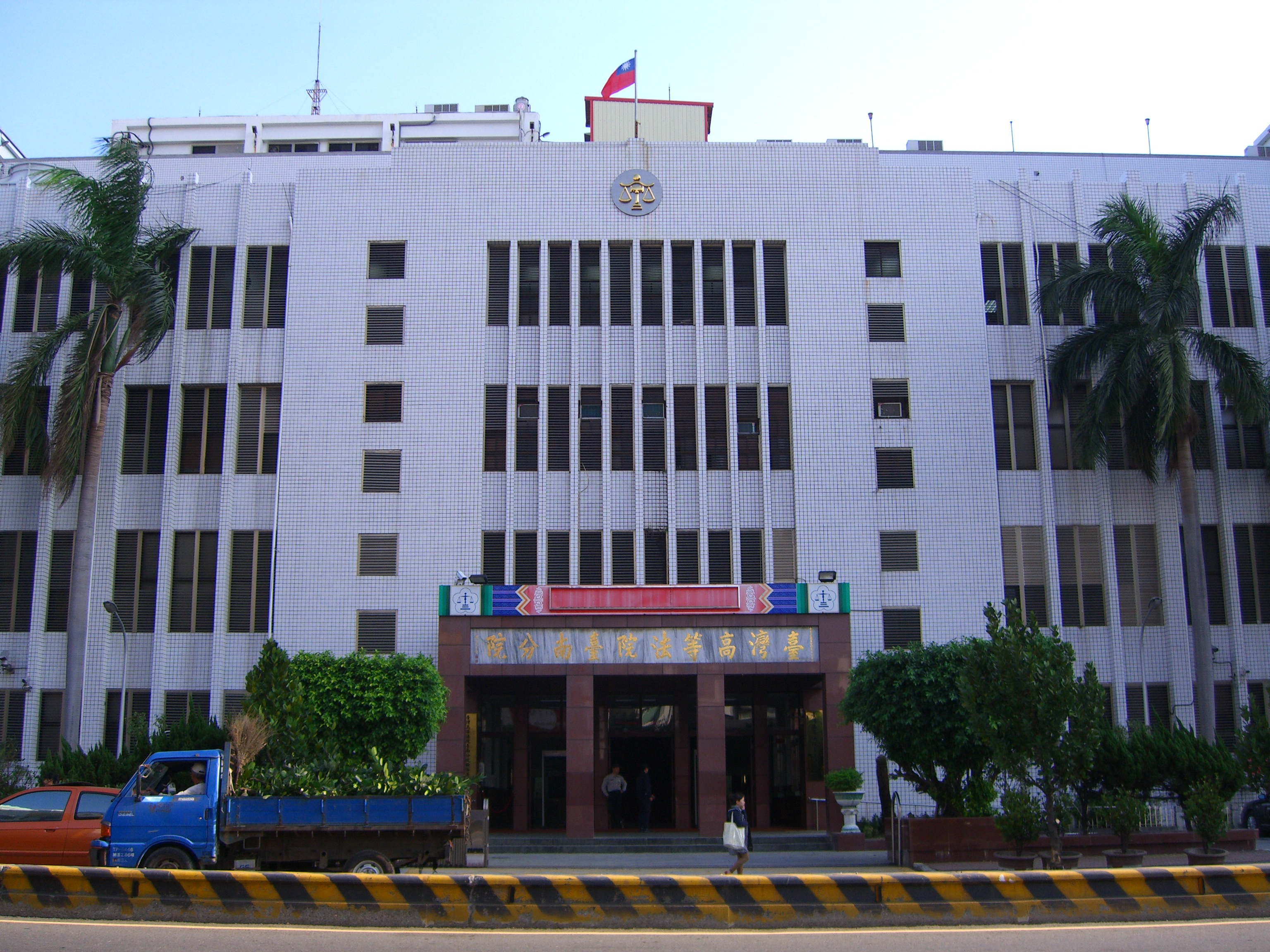
Alto Tribunale di Tainan

Ci sono sei rami di Alti Tribunali a Taiwan (inclusa parte del Fujian):
| No. | Name                                     | Chinese              |
| --- | ---------------------------------------- | -------------------- |
| 1   | Alto Tribunale di Taiwan                 | 臺灣高等法院         |
| 2   | Alto Tribunale di Taiwan, ramo Taichung  | 臺灣高等法院臺中分院 |
| 3   | Alto Tribunale di Taiwan, ramo Tainan    | 臺灣高等法院臺南分院 |
| 4   | Alto Tribunale di Taiwan, ramo Kaohsiung | 臺灣高等法院高雄分院 |
| 5   | Alto Tribunale di Taiwan, ramo Hualien   | 臺灣高等法院花蓮分院 |
| 6   | Alto Tribunale del Fujian, ramo Kinmen   | 福建高等法院金門分院 |

L'Alto Tribunale e i suoi rami esercitano il potere nei seguenti casi:
- Appelli contro le sentenze dei tribunali distrettuali o dei loro rami come tribunali di primo grado in cause ordinarie di cause civili e penali;
- Ricorsi interlocutori da sentenze dei tribunali distrettuali o delle loro succursali nei procedimenti ordinari;
- Cause penali di primo grado relative alla ribellione, al tradimento e ai reati contro le relazioni amichevoli con gli Stati stranieri;
- Military appellate cases whose judgments are imprisonment for a definite period rendered by the High Military Courts and their branches;
- Altri casi previsti dalla legge.

Gli Alti Tribunali e i suoi rami sono suddivisi in divisioni civili, criminali e specializzate. Ogni divisione è composta da un giudice di divisione e da due giudici associati. Inoltre, gli Alti Tribunali e i suoi rami dispongono di un Ufficio di presidenza diretto da un capo che aiuta il presidente con gli affari amministrativi.
I casi davanti agli organi giurisdizionali o alle sue tribunali sono ascoltati e decisi da un collegio di tre giudici. Tuttavia, uno dei giudici può condurre procedure preparatorie.
La Corte ha sette tribunali civili, ciascuno dei quali ha un giudice presidenziale e tre giudici per affrontare gli appelli civili di secondo grado e le controversie nell'ambito del sistema dei collegiali, ma non riguardano semplici contenziosi. La Corte dispone di undici tribunali penali, ognuno dei quali ha un giudice presidenziale e due o tre giudici. Sulla base di varie esigenze, la Corte gestisce diversi tribunali professionali come il Tribunale del Commercio equo, il Tribunale della Famiglia, il Tribunale del Commercio Internazionale, il Tribunale Marittimo, il Tribunale della Compagnia Statale, il Tribunale di Anti-corruzione, il Tribunale dei diritti di proprietà intellettuale, il Tribunale della delinquenza giovanile, il Tribunale di gravi casi criminali, il Tribunale della pubblica sicurezza, il Tribunale del diritto del commercio, il Tribunale delle molestie sessuali ecc.

## Corte Suprema

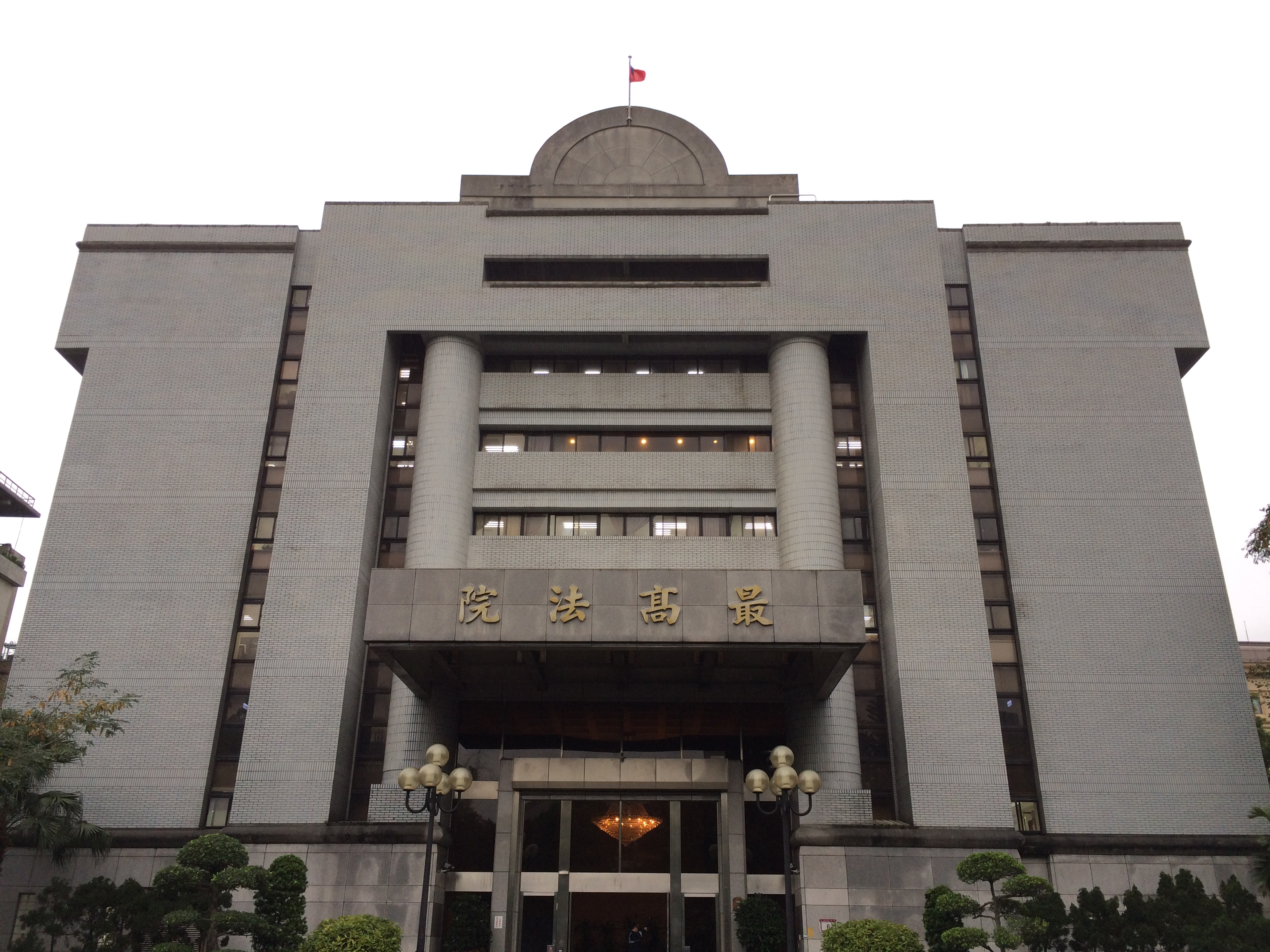
La Corte Suprema

La Corte Suprema è il tribunale di ultima istanza per cause civili e penali. Fatta eccezione per i casi civili che riguardano importi superiori a NT$ 1.500.000 e infrazioni minori elencate nell'art. 376 del codice di procedura penale, ogni causa civile o penale può essere impugnata dinanzi alla Corte. La Corte esercita potere nei seguenti casi:
- Appello delle sentenze degli Alti Tribunali o dei loro rami come tribunali di prima istanza in cause penali;
- Appello alle sentenze di Alti Tribunali o ai loro rami come tribunali di secondo grado in cause civili e penali;
- Appello alle sentenze degli Alti Tribunali o dei loro rami;
- Appelli da sentenze o sentenze pronunciate dal giudice civile di seconda istanza con la procedura di riepilogo, gli importi in controversie superiori a NT$ 1.500.000 e con permesso concesso in conformità alle disposizioni specifiche;
- Appelli civili e criminali all'interno della giurisdizione del tribunale di terza istanza;
- Appelli straordinari;
- Qualsiasi altro caso come specificato dalle leggi.

## Tribunali Amministrativi
I tribunali amministrativi sono classificati nell'Alto Tribunale Amministrativo, che è il tribunale di prima istanza, e il Tribunale Amministrativo Supremo, che è il tribunale di appello. La prima istanza dell'Alto Tribunale Amministrativo è un processo sui fatti. Il Tribunale amministrativo Supremo è un tribunale di appello.

## Giudici
L'articolo 80 della Costituzione afferma che i giudici sono al di sopra della partigianeria e, secondo la legge, giudicano indipendentemente, senza interferenze. Inoltre, l'articolo 81 stabilisce che i giudici hanno la carica a vita. Nessun giudice può essere rimosso dall'ufficio, a meno che non sia stato commesso un reato, sia stato oggetto di provvedimenti disciplinari o sia dichiarato interdetto. Nessun giudice, se non in conformità alla legge, sarà sospeso, trasferito o con stipendio ridotto. I giudici sono nominati da coloro che hanno superato l'Esame degli Ufficiali Giudiziari, che hanno completato il corso di formazione per funzionari giudiziari e che hanno posseduto distinti documenti dopo un periodo di pratica.

## Giudici della Corte Costituzionale

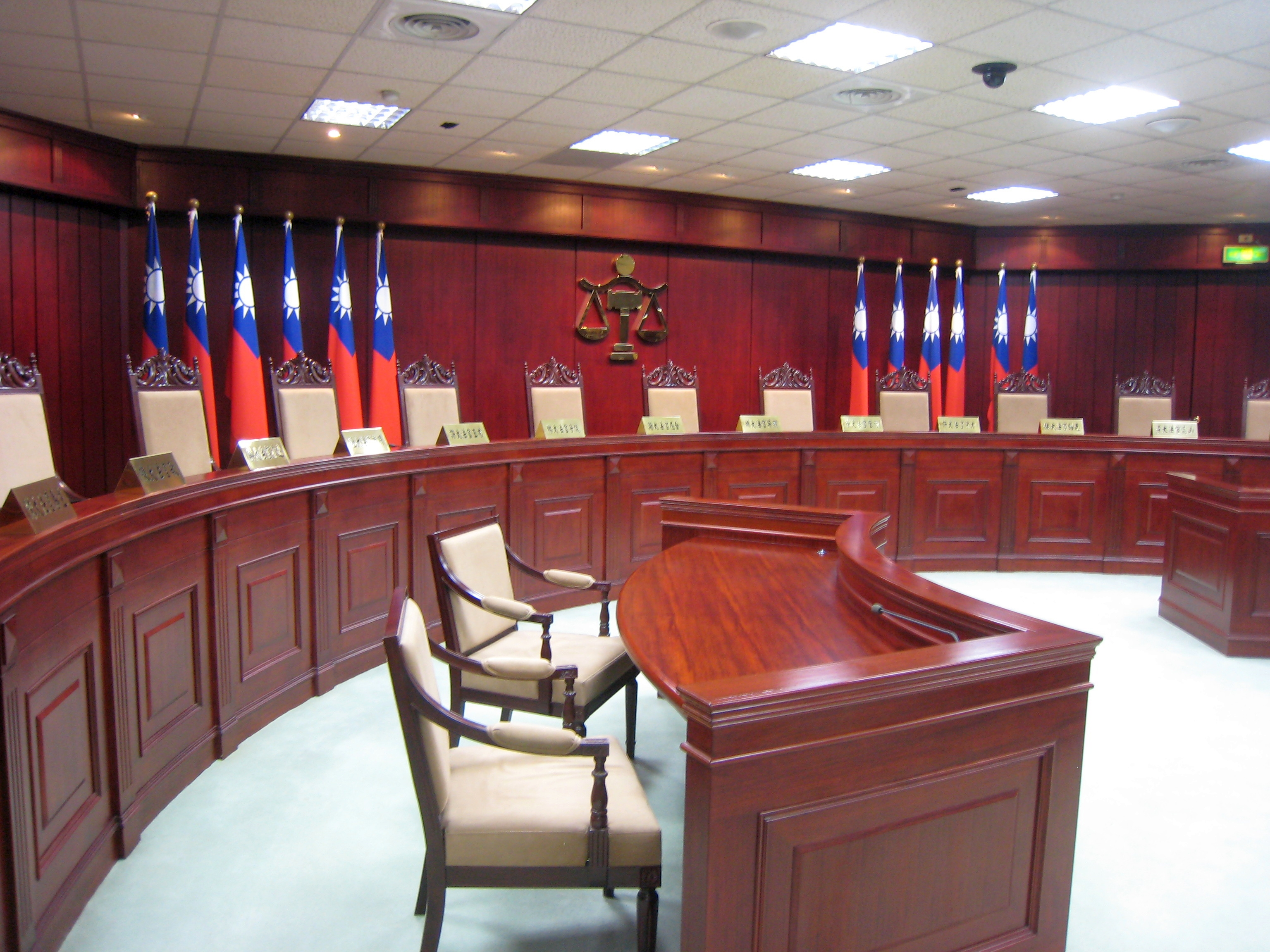
La Corte Costituzionale della Repubblica di Cina, che consiste in 15 giudici.

I Giudici della Corte Costituzionale (o anche Consiglio di Grandi Giudici) forniscono le sentenze relative a una delle seguenti quattro categorie di casi:
- Interpretazione della Costituzione;
- Interpretazione uniforme degli statuti e dei regolamenti;
- Accusa del Presidente o del Vice Presidente della Repubblica di Cina;
- Dichiarare la dissoluzione dei partiti politici in violazione della Costituzione.

Una petizione per un'interpretazione della Costituzione deve essere presentata nelle seguenti circostanze:
- Quando un'agenzia di governo centrale o locale è incerta riguardo all'applicazione della Costituzione nell'esercizio delle sue competenze, se l'agenzia, nell'esercizio delle sue competenze, ha contestazioni con un'altra agenzia per quanto riguarda l'applicazione della Costituzione, o se l'agenzia è incerta della costituzionalità di una legge o di un ordine particolare quando applica lo stesso;
- Se un individuo, una persona giuridica o un partito politico afferma che i suoi diritti costituzionali sono stati violati e che ha esaurito tutti i mezzi giuridici previsti dalla legge, metta in dubbio la costituzionalità della legge o dell'ordinanza applicata dal giudice di ultima istanza o la sua decisione definitiva;
- Laddove i membri dello Yuan legislativo, nell'esercizio delle loro competenze, siano incerti riguardo all'applicazione della Costituzione o alla costituzionalità di una legge particolare quando applicano lo stesso, e almeno un terzo del numero totale dei membri dello Yuan legislativo ha presentato una petizione;
- Qualora un tribunale ritiene che una legge particolare, che si applichi ad un caso pendente con essa, sia in conflitto con la Costituzione.

### Lista di Giudici della Corte Costituzionale
I Giudici sono:
- L'onorevole Capo di Giustizia e Presidente dello Yuan giuduzuario Hsu Tzong-li
- L'onorevole Vice Capo di Giustizia e Vice Presidente dello Yuan giudiziario Su Yeong-chin
- L'onorevole Giudice Lin Sea-yau
- L'onorevole Giudice Chih Chi-ming
- L'onorevole Giudice Li Chen-shan
- L'onorevole Giudice Tsay Ching-you
- L'onorevole Giudice Huang Mao-zong
- L'onorevole Giudice Chen Ming-jen
- L'onorevole Giudice Yeh Pai-hsiu
- L'onorevole Giudice Chen Chun-sheng
- L'onorevole Giudice Chen Shin-min
- L'onorevole Giudice Chen Be-yue
- L'onorevole Giudice Huang Hsi-chun
- L'onorevole Giudice Lo Chang-Fa
- L'onorevole Giudice Tang Te-chung

## Lista dei Presidenti dello Yuan giudiziario

### Ratifica della costituzione prima del 1947
1. Wang Ch'ung-hui (8 Ottobre 1928 - 6 Gennaio 1932)
2. Ju Zheng (7 Gennaio 1932 - 1º Luglio 1948)

### Ratifica della Costituzione dopo il 1947
1. Wang Ch'ung-hui (2 Luglio 1948 – 15 Marzo 1958)
2. Hsieh Kuan-sheng (18 Marzo 1958 – 14 Giugno 1958) (ad interim)
3. Hsieh Kuan-sheng (14 Giugno 1958 – 29 Novembre 1971)
4. Tien Chung-chin (1º Dicembre 1971 – 30 Marzo 1977)
5. Tai Yen-hui (20 Aprile 1977 – 1º Luglio 1979)
6. Huang Shao-ku (1º Luglio 1979 – 1º Maggio 1987)
7. Lin Yang-kang (1º Maggio 1987 – 18 Agosto 1994)
8. Shih Chi-yang (18 Agosto 1994 – 25 Gennaio 1999)
9. Lu Yu-wen (25 Gennaio 1999 – 1º Febbraio 1999) (ad interim)
10. Weng Yueh-sheng (1º Febbraio 1999 – 1º Ottobre 2007)
11. Lai In-jaw (1º Ottobre 2007 – 18 Luglio 2010)
12. Hsieh Tsai-chuan (18 Luglio 2010 – 13 Ottobre 2010) (ad interim)
13. Rai Hau-min (13 Ottobre 2010 – 1º Novembre 2016)
14. Hsu Tzong-li (dal 1º Novembre 2016)